# Чжао Кэчжи
Чжао Кэчжи́ (кит. упр. 赵克志; род. в дек. 1953, пров. Шаньдун) — китайский политик, член Госсовета КНР (с 2018), министр общественной безопасности КНР (с 2017 по 2022). Прежде глава парткома КПК пров. Хэбэй в 2015—2017 гг., в 2012—2015 гг. глава парткома КПК пров. Гуйчжоу и пред. её ПК СНП, а в 2010—2012 гг. губернатор пров. Гуйчжоу. Ранее вице-губернатор провинций Цзянсу (2006—2010) и Шаньдун (2001—2006). Член КПК с 1975 года, член ЦК КПК 18 и 19 созывов (с 2012 года).

## Биография
По национальности ханец.
В 1997—2001 гг. глава Дэчжоуского (пров. Шаньдун) горкома КПК.
В 2001—2006 гг. вице-губернатор пров. Шаньдун.
В 2006—2010 гг. первый вице-губернатор и замглавы парткома пров. Цзянсу.
В 2010—2012 г. губернатор пров. Гуйчжоу (Юго-Западный Китай), одновременно заместитель, а с июля 2012 года по июнь 2015 года глава парткома провинции и с 2013 года пред. ПК СНП провинции. Преемник Ли Чжаньшу, ушедшего на должность первого заместителя, затем начальника Канцелярии ЦК КПК.
В 2015—2017 г. глава парткома провинции Хэбэй (Северный Китай), также являлся пред. её ПК СНП.
С ноября 2017 года по 24 июня 2022 года министр общественной безопасности КНР, преемник на этом посту Го Шэнкуня, 
предшественник Ван Сяохуна.
Женат.